# Aleksandr Degtjarev
Aleksandr Degtjarev (Tolmachevo 26 maart 1955) is een Sovjet-Russisch kanovaarder.
Degtjarev won tijdens de Olympische Zomerspelen 1976 de gouden medaille in de K-4 1.000 meter.

## Belangrijkste resultaten

### Olympische Zomerspelen
| Editie | Plaats   | Resultaten |
| ------ | -------- | ---------- |
| 1976   | Montreal | K-4 1.000m |

### Wereldkampioenschappen vlakwater
| Jaar | Plaats      | Resultaten |
| ---- | ----------- | ---------- |
| 1974 | Mexico-stad | K-4 1000m  |

1964: Anatoli Grisjin & Vjatsjeslav Ionov & Vladimir Morozov & Nikolai Tsjoezjikov ·
1968: Steinar Amundsen & Tore Berger & Jan Johansen & Egil Søby ·
1972: Valeri Didenko & Joeri Filatov & Vladimir Morozov & Joeri Stetsenko ·
1976: Aleksandr Degtjarev & Joeri Filatov & Vladimir Morozov & Sergej Tsjoechrai ·
1980: Bernd Duvigneau & Rüdiger Helm & Harald Marg & Bernd Olbricht ·
1984: Grant Bramwell & Ian Ferguson & Paul MacDonald & Alan Thompson ·
1988: Attila Ábrahám & Ferenc Csipes & Zsolt Gyulay & Sándor Hódosi ·
1992: Mario von Appen & Oliver Kegel & Thomas Reineck & André Wohllebe ·
1996: Detlef Hofmann & Thomas Reineck & Olaf Winter & Mark Zabel ·
2000: Gábor Horváth & Zoltán Kammerer & Botond Storcz & Ákos Vereckei ·
2004: Gábor Horváth & Zoltán Kammerer & Botond Storcz & Ákos Vereckei ·
2008: Abalmasaw & Litvintsjoek & Machnew & Pjatroesjenka ·
2012: Jacob Clear & Dave Smith & Tate Smith & Murray Stewart ·
2016: Marcus Groß & Max Hoff & Tom Liebscher & Max Rendschmidt